# Transcription et translittération
Pour les articles homonymes, voir Transcription.
En écriture, les termes « transcription » et « translittération » sont fréquemment amalgamés. Cet article vise à clarifier ces notions.
La transcription est l'opération qui consiste à substituer chaque phonème (on parle alors de transcription phonologique) ou chaque son (transcription phonétique) d'une langue par un graphème ou par un groupe de graphèmes d'un système d'écriture. Elle dépend donc de la langue cible, un unique phonème pouvant correspondre à différents graphèmes suivant la langue considérée.
La translittération est l'opération qui consiste à substituer, à chaque graphème d'un système d'écriture, un graphème ou un groupe de graphèmes d'un autre système, indépendamment de la prononciation. Elle dépend donc du système d'écriture cible, mais pas de la langue source.
Par exemple, la lettre russe « ч » se translittère « č » (ce qui n'éclaire pas forcément le francophone sur sa prononciation), mais se transcrit « tch » en français et « ch » en anglais (ce qui correspond bien au même son, malgré deux écritures différentes).

## Définitions plus détaillées
La translittération est l'opération qui consiste à substituer à chaque graphème d'un système d'écriture un graphème ou un groupe de graphèmes d'un autre système, indépendamment de la prononciation. Autrement dit, c'est l'écriture d'un mot ou d'un texte écrit avec un système, dans un autre système d'écriture. La translittération vise à être sans perte, de sorte qu'il devrait idéalement toujours être possible, en connaissant les règles de translittération, de reconstituer le texte original à partir de la translittération. Les deux systèmes d'écriture devraient donc être équipotents : une translittération ne peut être ambiguë et devrait être bijective. Pour atteindre cet objectif, les systèmes de translittération définissent souvent des conventions complexes pour traiter les graphèmes de l'écriture d'origine qui n'ont pas de correspondance évidente dans l'écriture d'arrivée.
La translittération s'oppose en cela à la transcription, qui substitue à chaque phonème (on parle alors de transcription phonologique) ou à chaque son (transcription phonétique) d'une langue un graphème ou un groupe de graphèmes d'un système d'écriture. Plus simplement, c'est l'écriture dans un système donné de mots ou phrases prononcés. La transcription vise également à être sans perte, de sorte qu'il devrait idéalement toujours être possible, en connaissant les règles de transcription, de reconstituer la prononciation originale à partir de la transcription. Pour les langues dont l'orthographe est phonétique ou quasi phonétique (par exemple l'espagnol ou le vietnamien), on peut donc considérer que l'écriture habituelle est une transcription.
La frontière entre translittération et transcription s'efface cependant quand un système de translittération utilise comme point de départ un système d'écriture purement phonétique. Par exemple, le hanyu pinyin peut être simultanément considéré comme un système de transcription de la langue chinoise et comme un système de translittération du bopomofo. Dans la pratique, il existe aussi des systèmes qui combinent transcription et translittération, c'est-à-dire qu'ils translittèrent une partie de l'écriture d'origine et qu'ils transcrivent le reste selon la prononciation.
La romanisation est soit un système de translittération d'une écriture non latine (comme le cyrillique ou l'arabe) vers une écriture latine, soit la transcription dans une écriture latine d'une langue utilisant une écriture non latine. Certains systèmes de romanisation ont un statut de norme officielle nationale ou internationale (normes ISO).

## Utilisations

Les langues peuvent être transcrites de différentes façons, comme dans l'exemple du chinois.

### Utilisations communes à la transcription et à la translittération
Les transcriptions et les translittérations peuvent être utilisées dans un texte pour noter les termes issus de langues étrangères n'utilisant pas le même système d'écriture. Ainsi, les langues utilisant une écriture latine utilisent diverses méthodes de romanisation pour noter les mots russes, chinois, japonais, etc.

### Utilisations de la transcription
Dans l'apprentissage d'une langue étrangère, même quand la langue enseignée utilise le même système d'écriture que la langue d'instruction, la transcription est utile pour fixer par écrit la prononciation correcte. Par exemple, pour un francophone apprenant l'allemand, on pourrait écrire Chteufleur pour lui expliquer approximativement la prononciation du nom du savant Stöffler du fait que la diphtongue "eu" en français se prononce différemment dans "chteu" et dans "fleur". Mais une telle opération perd la distinction graphique entre les deux sons.
Pour les langues utilisant des systèmes d'écriture logographiques (ce qui implique un nombre de graphèmes très élevé, comme en chinois), l'utilisation d'une transcription est très utile dans l'apprentissage de l'écriture par les enfants (que cette transcription soit une romanisation, comme le hanyu pinyin utilisé en Chine, ou non, comme le bopomofo utilisé à Taïwan).

### Utilisations de la translittération
La stabilité des graphies obtenues (via les standards de normalisation, par exemple ISO et GOST cités sur cette page) ainsi que la possibilité de rétroconversion (retrouver l'alphabet original) destinent la translittération aux usages nécessitant un traitement rigoureux de l'écrit.
Elle est donc privilégiée par les bibliothèques ou encore pour le traitement informatique des données textuelles. Les impératifs de saisie informatique et d'internationalisation expliquent en partie pourquoi la translittération est le plus souvent une romanisation. Par exemple, le système Palladi de notation du chinois en cyrillique (en admettant de le considérer comme une translittération alternative du bopomofo) est encore en vigueur en Russie, mais son usage reste en retrait du pinyin. Inversement, il n'existe pas de système de translittération codifié du français en arabe, en russe ou en géorgien.
Elle est également en usage dans les recherches linguistiques et philologiques visant un public plus large que les spécialistes de la langue concernée : typologie, descriptions destinées aux revues généralistes, recherches étymologiques, etc.

## Les différents types de transcriptions
La transcription dépend souvent des usages de la langue du transcripteur. Pour une même langue, un francophone pourra transcrire le son [ʃ] (dans chat) par le digramme ch, tandis que quelqu'un de langue anglaise choisira sh, allemande sch et polonaise sz.
Une transcription phonétique peut se faire au moyen de l’alphabet phonétique international. Elle vise à représenter les sons tels qu'ils sont émis.
- On note une telle transcription entre crochets droits. Par exemple, le mot français prêtre se transcrit [pʁ̥ɛt̪ʁ̥].
- Si les transcriptions phonétiques différencient des différences sonores audibles, toutes ne notent pas toujours les sons avec le même niveau de précision, notamment quand le transcripteur (même locuteur natif de la langue) ne perçoit pas toujours certaines différences sonores, ou ne les réalise pas de façon stable : c’est le cas par exemple assez souvent en français pour l'accent tonique des syllabes, mais encore plus souvent pour le ton (la hauteur ou les variations mélodiques) des voyelles, ou leur longueur (nombre de voyelles longues se sont aujourd'hui amuïes et les très faibles différences de longueurs se réalisent quasi automatiquement par le contexte des autres sons), ou encore parfois le renforcement de certaines consonnes (gémination), voire certaines différences liées à de subtiles transformations de « l’accent » régional ou simplement dues à la physiologie propre à chaque locuteur (comme le placement exact des points et modes secondaires d’articulation).
- Les notations phonétiques sont donc plus souvent utiles aux locuteurs d’autres langues qui différencient habituellement des sons que les locuteurs natifs ne distinguent pas toujours, mais dont les différences restent utiles pour apprendre l’accent habituellement utilisé dans la langue transcrite phonétiquement.
- Cependant, le timbre de la voix n’est habituellement pas noté phonétiquement bien qu’il joue un rôle dans l’expression artistique et la sélection des artistes qui interprètent cette langue (de façon chantée ou non), ainsi que parfois dans sa compréhension : il n’y a pas de symbole API pour le transcrire phonétiquement (même de façon minimale), car il ne varie généralement pas au sein des mots et phrases transcrits du même locuteur et au sein de la même phrase ou de la même œuvre. Une partie de ce timbre est aussi influencée par la langue maternelle du locuteur et par son environnement social, qui permet de l’exercer au sein des organes d’articulation et le stabiliser (il résulte dans ce cas de l’apprentissage et de la pratique régulière de la langue dans ce contexte social).

Une autre transcription est celle dite phonologique, qui ne tente pas de représenter les sons émis exactement, mais seulement les phonèmes pertinents d’une langue donnée.
- Elle est de compréhension plus facile pour les lecteurs de la langue donnée mais moins précise et l’on se sert pour elle de symboles variés plus ou moins proches de l’alphabet phonétique international, variant selon les auteurs, la langue notée, les époques (consulter cette liste).
- Elle s'écrit entre barres obliques. Le même mot prêtre se transcrit phonologiquement /pʁɛtʁ/ dans les transcriptions phonologiques normalisées, ou parfois dans certains dictionnaires, /prɛtr/ en utilisant un alphabet simplifié plus accessible encore aux lecteurs francophones habitués à l’orthographe usuelle, puisque les sons [ʁ] (le plus courant en français parisien standard) et [r] (plus rarement prononcé) sont généralement non différenciés phonologiquement. La réalisation phonétique effective de chaque phonème peut varier parfois considérablement (et de façon audible) entre les locuteurs, mais la transcription phonologique ne note que les groupes de sons qui sont distingués clairement et nécessaires à la bonne compréhension de la langue.

Les transcriptions phonologiques les plus simplifiées (et les plus approximatives et pas toujours assez pertinentes pour différencier correctement les sons nécessaires à la langue transcrite) utilisent l’orthographe habituelle utilisée par les locuteurs dans leur langue maternelle (pas forcément la langue transcrite elle-même). On parle plutôt alors de transcription pseudo orthographiques, ou de fausses translittérations (quand la transcription ne traduit même pas la phonologie dans des sons de la langue maternelle du transcripteur, mais résulte souvent d’une mauvaise lecture par lui de l’orthographe de la langue transcrite, une orthographe qui peut par ailleurs être assez éloignée aussi de la phonologie réelle de cette langue.
- L’alphabet phonétique international n’est alors plus utilisé et est remplacé par l’alphabet orthographique de la langue maternelle du transcripteur.
- Ces transcriptions se notent souvent sans crochets ni autre signe. De telles transcriptions ne se trouvent habituellement pas dans les dictionnaires de langues, bien qu’elles soient d’usage très courant et souvent le plus souvent non normalisées (même si elles peuvent parfois servir de base à des translittérations normalisées, évoquées dans la section précédente, ou servent à transcrire des mots empruntés à d’autres langues avant que ceux-ci entrent dans le lexique de la langue maternelle du transcripteur et adopte une orthographe normalisée).
- Elles figurent parfois dans des lexiques simplifiés destinés à l’initiation de base de la langue orale, mais constituent souvent un frein à l’apprentissage de la langue écrite et de son orthographe habituelle. (Elles servent en effet parfois aussi à expliciter, dans l’apprentissage de la lecture par les locuteurs natifs de la langue transcrite, la lecture correcte de certains mots écrits qui échappent aux règles orthographiques habituelles ou les plus simples, pouvant, dans certains cas, conduire à des évolutions orthographiques de la langue elle-même par les locuteurs natifs de cette langue.)

## Exemples

### Cyrillique
La norme internationale la plus connue de translittération du russe porte le numéro ISO 9. Dans sa dernière version (1995), ce système fait correspondre à chaque caractère cyrillique un caractère latin unique, ce qui rend les translittérations parfaitement réversibles sans la moindre ambiguïté.
On peut donner un exemple simple de la différence entre translittération et transcription : soit le patronyme Горбачёв ; celui-ci devra être translittéré Gorbačëv selon la norme ISO 9 (équivalence un caractère unique ≡ un caractère unique : à tout č doit correspondre un ч et inversement), mais sera transcrit Garbatchof, Garbachof ou encore Garbatschow, selon la langue du transcripteur (équivalence phonétique approximative en tenant compte des usages de la langue cible, ici respectivement le français, l'anglais et l'allemand).
Le standard ISO 9-95 (et les standards associés, notamment le GOST 7.79 - 2001 russe) est appliqué dans les cas où il faut retranscrire sans ambiguïté le mot ou le texte cyrillique en caractères latins, indépendamment de la prononciation, afin de pouvoir ensuite les reconstituer sans perte lors des traitements informatiques ou dans les bibliothèques. Le standard ne vise pas à se substituer à la transcription phonétique ni à être utilisé pour translittérer les toponymes. Il prévoit notamment le respect des normes traditionnelles et esthétiques basées sur la transcription phonétique et ne s'impose pas dans les champs d'applications autres que le traitement algorithmique de texte (GOST 7.79 - 2001. Paragraphe 4).
Le standard russe GOST 7.79 - 2001 - Système « B » s'éloigne sensiblement du standard ISO 9 en adoptant les phonèmes à deux lettres au lieu des signes diacritiques.
Il existe également d'autres normes de translittération du russe vers l'alphabet latin, dont l'ALA-LC et le BGN/PCGN.

#### Histoire
La recommandation ISO R 9 d'octobre 1955 est synthétisée dans le « Fascicule de documentation FD Z 46-00I » de janvier 1956 et publié par l'Afnor.
Cette recommandation ne s'est pas imposée dans tous les pays. Les États-Unis ne l'avaient pas approuvée. Ils ont continué à utiliser la translittération de la Bibliothèque du Congrès.
En 1958 le Royaume-Uni a publié la norme BS 2979 avec à la fois le système britannique traditionnel pour le seul cyrillique moderne et le système international (recommandation ISO R 9).

### Grec
La transcription du grec ancien ne soulève pas de grands problèmes : en effet, l'alphabet grec de l'époque est relativement peu ambigu (à un graphème correspond le plus souvent une seule interprétation phonétique) et une transcription sera très proche d'une translittération. Par exemple, « γνῶθι σεαυτόν » pourra être transcrit gnothi seauton et translittéré gnỗthi seautón. La translittération fera juste intervenir les accents et les quantités vocaliques. Il est possible de retrouver l'original, même à partir d'une transcription floue.
Le grec moderne est toutefois plus difficile à traiter. En effet, sa prononciation s'est modifiée en donnant naissance à nombre de phonèmes écrits de manières différentes ainsi qu'à des valeurs phonétiques de certaines lettres très éloignées de nos habitudes. L'une des modifications les plus « gênantes » est l'iotacisme, qui a fait se prononcer [i] six graphèmes différents qui en grec ancien n'étaient pas confondus. De même, ε et αι se prononcent [ɛ] ; ο et ω valent tous deux [ɔ]. Ainsi, la translittération et la transcription seront parfois très éloignées de l'original (ce qui est l'indice d'une orthographe complexe : en effet, il n'est pas possible de noter un mot grec moderne directement à l'écoute sans en connaître la graphie).
Voici comme exemple concret le vers suivant du poète grec Odysséas Elýtis :

« Στην αρχαία εκείνη θάλασσα που εγνώριζα »

— Journal d'un avril invisible, « Samedi 11 »
Une romanisation (phonétique et avec les accents) possible serait Stin arkhéa ekíni thálassa pu egnóriza. On compte quatre [i], écrits η, ει et ι, et deux [ɛ], écrits αι et ε. Si l'on veut proposer une romanisation qui permettrait de reconnaître le texte original, il est nécessaire de distinguer ces différentes graphies. On pourrait, par exemple, employer la translittération du grec ancien : Stên arkhaía ekeínê thálassa pou egnốriza sera très éloignée de la transcription et demandera au lecteur de connaître des règles de lecture moins intuitives.
Le problème se pose donc pour les noms propres actuels : faut-il choisir la transcription ou la translittération ? Par exemple, le nom de l'homme politique grec Ιωάννης Αλευράς se translittère Ioánnês Aleurás mais se transcrit Ioánnis Alevrás, voire Ioannis Alévras si l'on utilise l'accent aigu en suivant les conventions françaises. De même, le nom de l'homme politique grec est Βασίλης Κοντογιαννόπουλος s'il est translittéré le plus prochement possible des habitudes françaises car son prénom vaudra Basílês, qui permet de reconnaître Basile, alors que la transcription Vasílis (voire Vassilis pour noter le premier son [s]) masque le lien avec Basile. Quant au patronyme, il peut être surprenant de constater qu'il se translittère Kontogiannópoulos et se transcrit Kondoyannópoulos (voire Kondoyannopoulos).
Toutes ces questions sont résolues par la normalisation : la norme internationale ISO 843:1997 Information and Documentation. Conversion of Greek characters into Latin characters est adaptée à toutes les écritures grecques « indépendamment de la période dans laquelle elle fut utilisée. Elle s'applique aux écritures monotonique et polytonique de toutes les périodes du grec classique ou moderne (archaïque, alexandrine, hellénistique, byzantine, katharévousa, démotique, etc.) ». Elle propose des règles de transcription et des règles de translittération.
Quant aux noms propres, la constitution d'autorités au niveau international propose, là aussi, des solutions adaptées en particulier par les bibliothèques du monde entier. En France, l'accès aux formes normalisées des noms propres est donné par la Bibliothèque nationale de France : http://catalogue.bnf.fr rubrique Autorités> Autorités BnF. La règle est de proposer la forme translittérée.

### Hébreu
Un code officiel de translittération de l'hébreu en caractères latins a été édité en 1956 par l'académie israélienne de la langue hébraïque.
À titre d'exemple, on peut citer le nom « Josué » (en hébreu : יהושע), translittéré en yehôšua`.
La norme ISO 259 a depuis normalisé la translittération de l'alphabet hébreu.

## Fausses translittérations ou traductions?
Dans les médias écrits francophones, il est courant de pratiquer une translittération qui consiste à représenter grossièrement un mot étranger dans le respect flou de sa graphie d'origine. Quand l'alphabet de départ est déjà latin, cette fausse translittération se fait le plus souvent en abandonnant les diacritiques et autres signes n'existant pas dans la langue d'arrivée. Le résultat est cependant lu comme une transcription mais celle-ci n’a parfois plus rien à voir avec la prononciation de départ.
Par exemple, le patronyme de l'homme politique Горбачёв est rendu par Gorbatchev. Le ё russe, écrit normalement sans tréma (qui s'utilise surtout dans les ouvrages pédagogiques ; le patronyme Горбачёв est donc couramment écrit en cyrillique Горбачев), se prononce ici [o] et non [e], et le в final, [f]. Le rendre, en alphabet latin, par Gorbatchev, amène à le prononcer d'une manière très différente de la prononciation originale, avec un [e] et un [v].
Ce procédé s'est dorénavant imposé comme un véritable procédé de traduction de tous les noms propres russes comportant -е- ou -ё- dans l'original, indépendamment de la prononciation effective : Gorbatchev rejoint Khrouchtchev, mais aussi Brejnev, le nom de ville Орёл [ʌr'oɫ] se traduit officiellement Orel.
Faute de connaître la translittération spécifique du moldave, certains bibliothécaires, cartographes et traducteurs d’avant 1989 utilisaient la translittération de la langue russe, rendant incompréhensibles les textes, toponymes et anthroponymes moldaves ; après 1989, cette difficulté a en grande partie disparu, car le Soviet suprême de la Moldavie soviétique a adopté pour le « moldave » l’alphabet latin, mais perdure encore lorsque les sources utilisées sont antérieures à 1989.
Le cas est aussi très fréquent avec des alphabets latins modifiés, comme celui du polonais. Les caractères étendus absents des claviers courants sont simplement omis, sans que l'on adapte cependant l'orthographe pour qu'elle représente mieux la prononciation réelle. Ainsi, le nom du pape Jean-Paul II, Wojtyła (avec un ł, prononcé [w] en polonais) est simplement écrit Wojtyla, avec un l normal. Le locuteur français devrait donc prononcer cette fausse translittération [wɔʒti'la, v-] mais la prononciation la plus fréquente [vɔjti'la] est un compromis finalement assez proche de la prononciation polonaise [vɔj'tɪwa] auquel ne manque que la valeur réelle du ł (abstraction faite de la place de l'accent d'intensité, sur l'avant-dernière syllabe en polonais, et la valeur de [ɪ], plus proche du [e] que du [i] français).
De même Lech Walesa, homme politique polonais, écrit Lech Wałęsa en polonais, se prononce dans cette langue [ˈlɛx vaˈwɛ̃ŋsa] qu'une transcription empirique française pourrait approximativement rendre par « Lekh Vawensa ». Inversement, l'usage polonais exige la transcription des noms étrangers traditionnels : l'écrivain anglais Shakespeare s'écrit donc en polonais Szekspir, mais on garde la graphie française pour l'homme politique français Chirac au lieu de Szirak.

## Translittération en interprétation
Dans le milieu de l'interprétation auprès des personnes sourdes ou malentendantes, la translittération est l'opération qui consiste à reproduire le message sonore en message visible sur les lèvres pour le bénéfice des malentendants qui pratiquent la lecture labiale. L'expression « interprétation orale » est également utilisée pour désigner la translittération.